# Колорадский жук

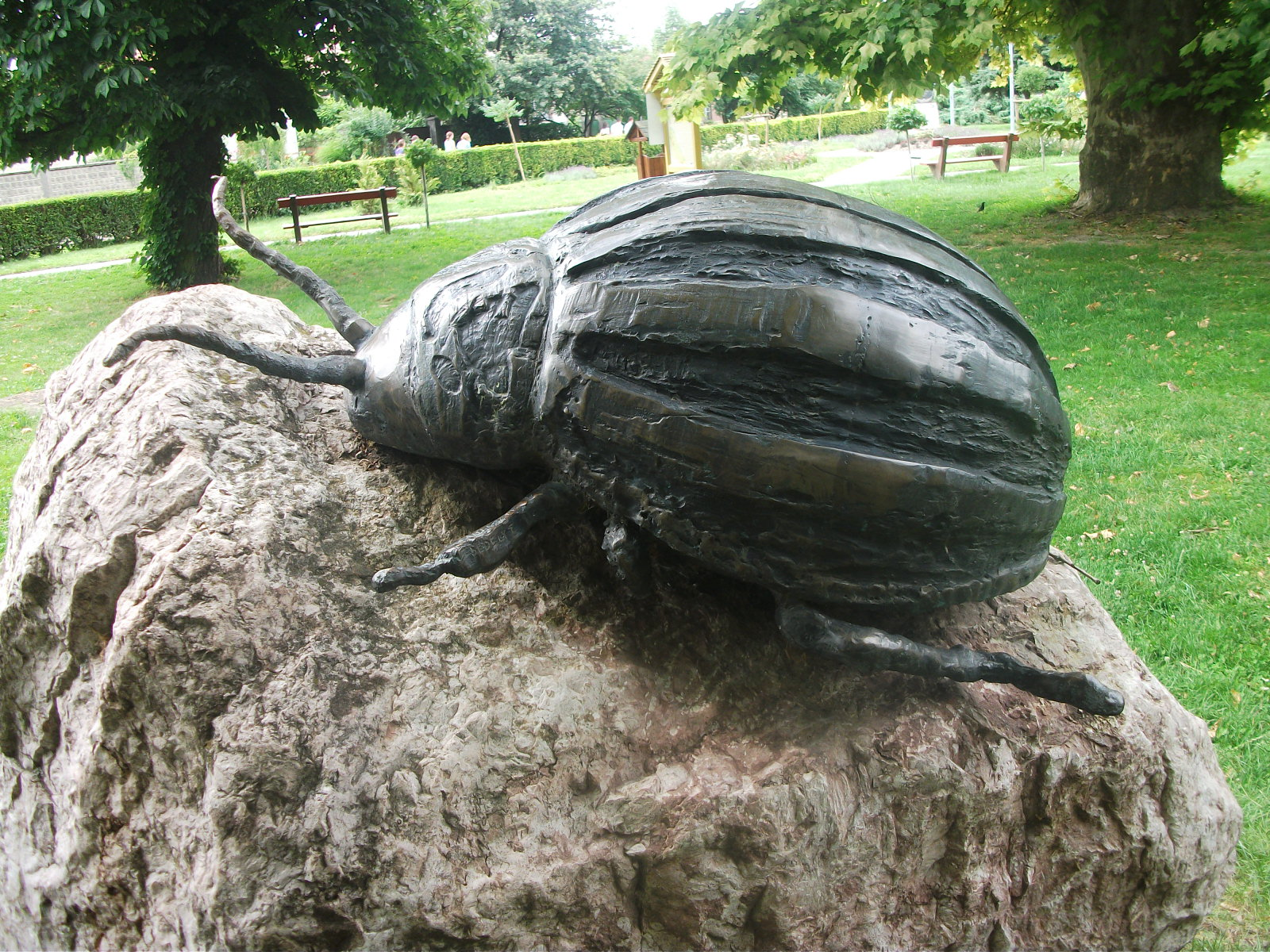
Бронзовый памятник в Хедерваре (Венгрия)

Колора́дский жук, или колора́дский карто́фельный жук, или картофельный листоед (лат. Leptinotarsa decemlineata) — вид насекомых из семейства жуков-листоедов. Жуки и личинки этого вида питаются листьями растений семейства паслёновых: картофеля, сладкого перца, томата, дерезы, физалиса, баклажана, белены, что делает их опасными вредителями сельского хозяйства.

## История открытия и систематика
Вид впервые был открыт в 1824 году американским натуралистом и энтомологом Томасом Сэйем (Thomas Say) по экземплярам, собранным в Скалистых горах на рогатом паслёне (Solanum rostratum). Он идентифицировал новый вид, как представителя рода Chrysomela. В 1858 году немецкий энтомолог Кристиан Вильгельм Суффриан (Christian Wilhelm Ludwig Eduard Suffrian) поместил этот вид в американский род Doryphorini, с которым он имеет гораздо большее сходство. Позднее, в 1865 году известный шведский исследователь данной группы жуков Шталь включил колорадского жука в установленный им же в 1858 году род Leptinotarsa, в составе которого он находится и по сей день. Однако в ряде работ, преимущественно американских энтомологов, вплоть до конца XIX столетия вид фигурировал под названием Doryphora decemlineata.
Колорадский жук является представителем семейства жуков-листоедов (Chrysomelidae), подсемейства настоящих листоедов (Chrysomelinae).

## Родина колорадского жука
Своё народное название жук получил в 1859 году после того, как опустошил картофельные поля в американском штате Колорадо. Кроме колорадского жука, там проживают и другие виды рода Leptinotarsa, которые питаются дикими паслёновыми и табаком — родственниками культурных видов картофеля и томата.
Из Сонорской провинции колорадский жук распространился на север и добрался до восточных склонов Скалистых гор, где уже в XIX веке приспособился питаться картофелем, разведённым переселенцами.

## Распространение по миру

Расселение колорадского жука в США и Канаде во второй половине XIX века (1859—1876).

Расселение колорадского жука в Европе в 1921—1964 годах.

Первые серьёзные повреждения картофеля колорадским жуком были отмечены в 1855 году в штате Небраска, однако своё название он получил после того, как в 1859 году появился на картофельных полях штата Колорадо. Несмотря на все меры предосторожности, новый вредитель быстро распространился по Северной Америке, а в 1876—1877 годах с грузами на пароходах пересёк Атлантический океан и впервые появился в Европе в окрестностях Лейпцига.
После этого колорадского жука ещё несколько раз завозили в Европу, но его очаги благополучно уничтожались, пока в 1918 году во время Первой мировой войны ему не удалось «закрепиться» в районе Бордо (Франция). Отсюда жук начал своё победоносное шествие по странам Европы, не попав только в Великобританию, где он до сих пор редко появляется.
Во время холодной войны советская пресса обвиняла США в забрасывании личинок колорадского жука с самолётов на территорию ГДР.
Продвигаясь на восток по ходу преобладающих в летние месяцы ветров, к концу 1940-х годов жук достиг границ СССР. Первые его очаги на территории СССР были обнаружены во Львовской области в 1949 году. Затем в 1953 году он появился одновременно в Калининградской, Волынской, Брестской и Гродненской областях. Наконец, в жаркие ветреные дни мая 1958 года из Венгрии и Чехословакии произошёл массовый залёт колорадского жука в Закарпатскую область; одновременно на литовское и калининградское побережье Балтийского моря волнами выбросило многомиллионный «десант» жуков из Польши. С этого времени и началось массовое расселение колорадского жука по СССР. С 2000 года встречается в Приморском крае.

## Внешний вид

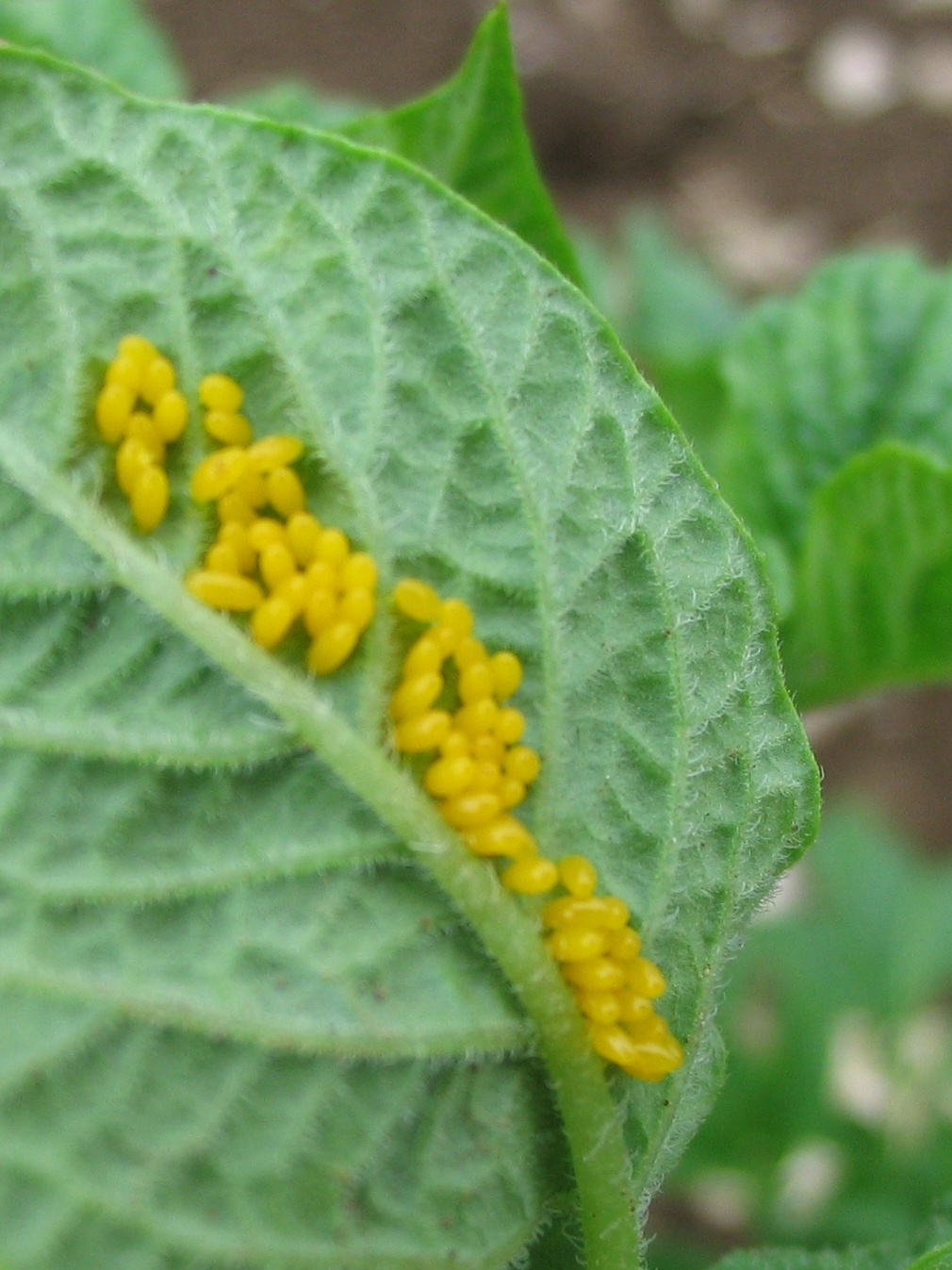
Яйцекладка колорадского жука

Среднего размера жук, длиной 8—12 мм и шириной 6—7 мм. Тело у него овальное, сильно выпуклое, блестящее, жёлто-оранжевого цвета. Переднеспинка с чёрными пятнами. На каждом надкрылье по 5 чёрных полосок (откуда латинское название вида — decemlineata, десятилинейчатый). Перепончатые крылья хорошо развиты, и с их помощью колорадские жуки совершают длительные перелёты.
Личинка колорадского жука длиной до 15—16 мм с чёрной головой и двумя рядами чёрных точек по бокам тела, из-за чего её часто путают с личинкой божьей коровки, только личинка божьей коровки серого цвета с оранжевыми пятнами. Окраска тела личинки колорадского жука сперва тёмно-бурая, со временем становится ярко-жёлтой или розоватой. Основным красящим веществом гемолимфы личинок является пигмент каротин. Когда личинки поедают листья картофеля, они переваривают все пигменты, кроме каротина, который накапливается в их тканях и окрашивает личинок в «морковный» цвет.

## Жизненный цикл
Зимуют только взрослые особи (имаго), закапываясь в почву обычно на 20—50 см. Весной они выходят на поверхность и начинают питаться всходами и спариваться. При этом если самки успели спариться осенью до наступления зимнего покоя (диапаузы), по весне они могут начать откладывать яйца сразу. Таким образом, всего одна оплодотворённая самка может стать основательницей нового очага распространения жуков.
Перезимовавшие самки с весны до осени откладывают на нижнюю поверхность листьев продолговатые светло-оранжевые яйца. В течение одного дня самка откладывает от 5 до 80 яиц; всего за лето она может отложить до 1000 яиц, хотя средняя плодовитость значительно ниже — 350 (по другим данным — до 700) яиц. Количество поколений колорадского жука за лето зависит от климата и погоды: на севере европейского ареала жук образует одно поколение, на юге — 2—3.

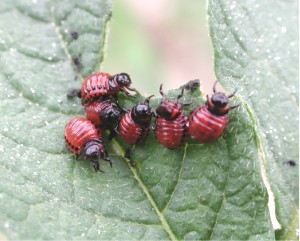
Личинки колорадского жука 2-го возраста

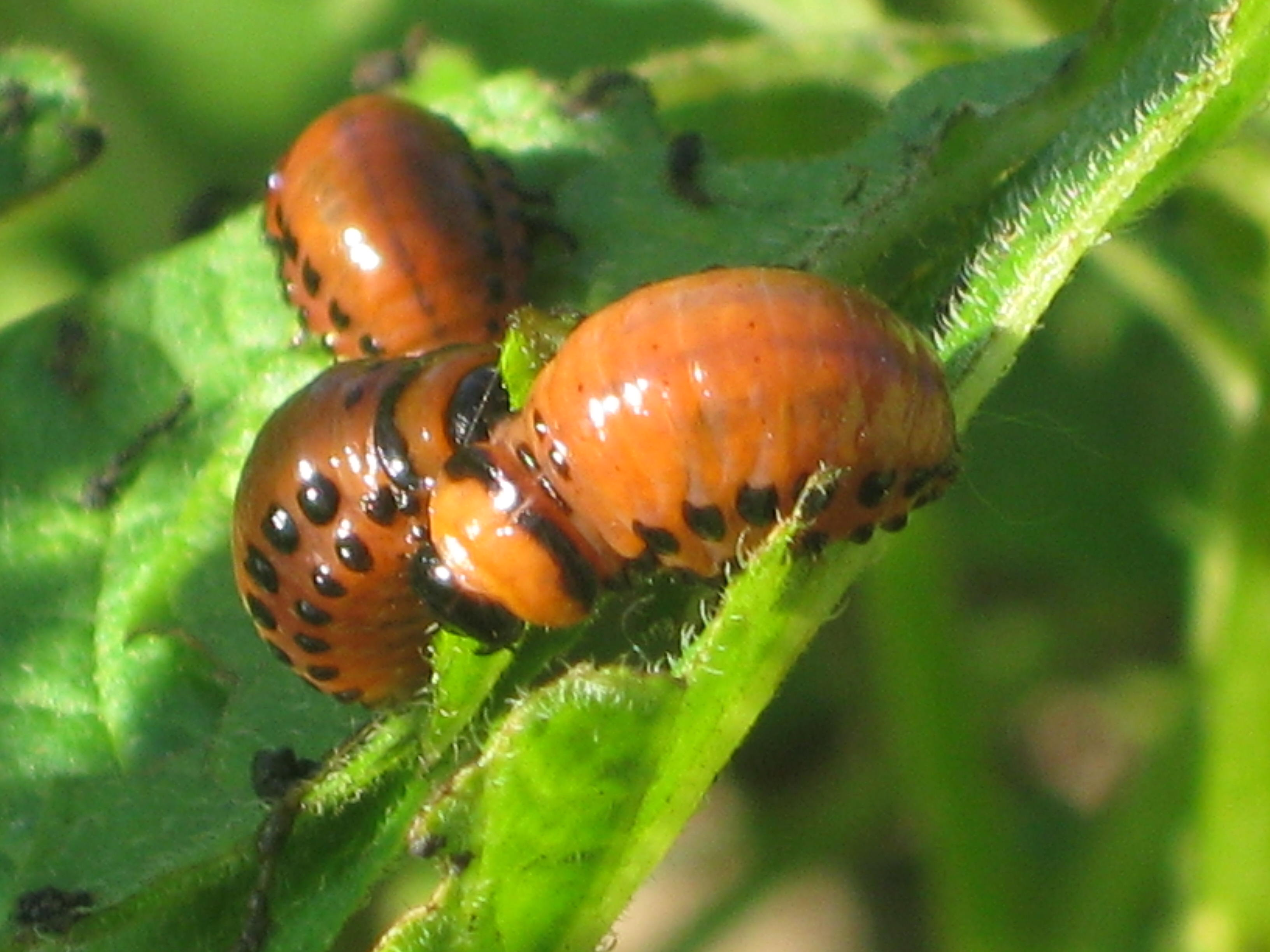
Личинки в 4-м возрасте

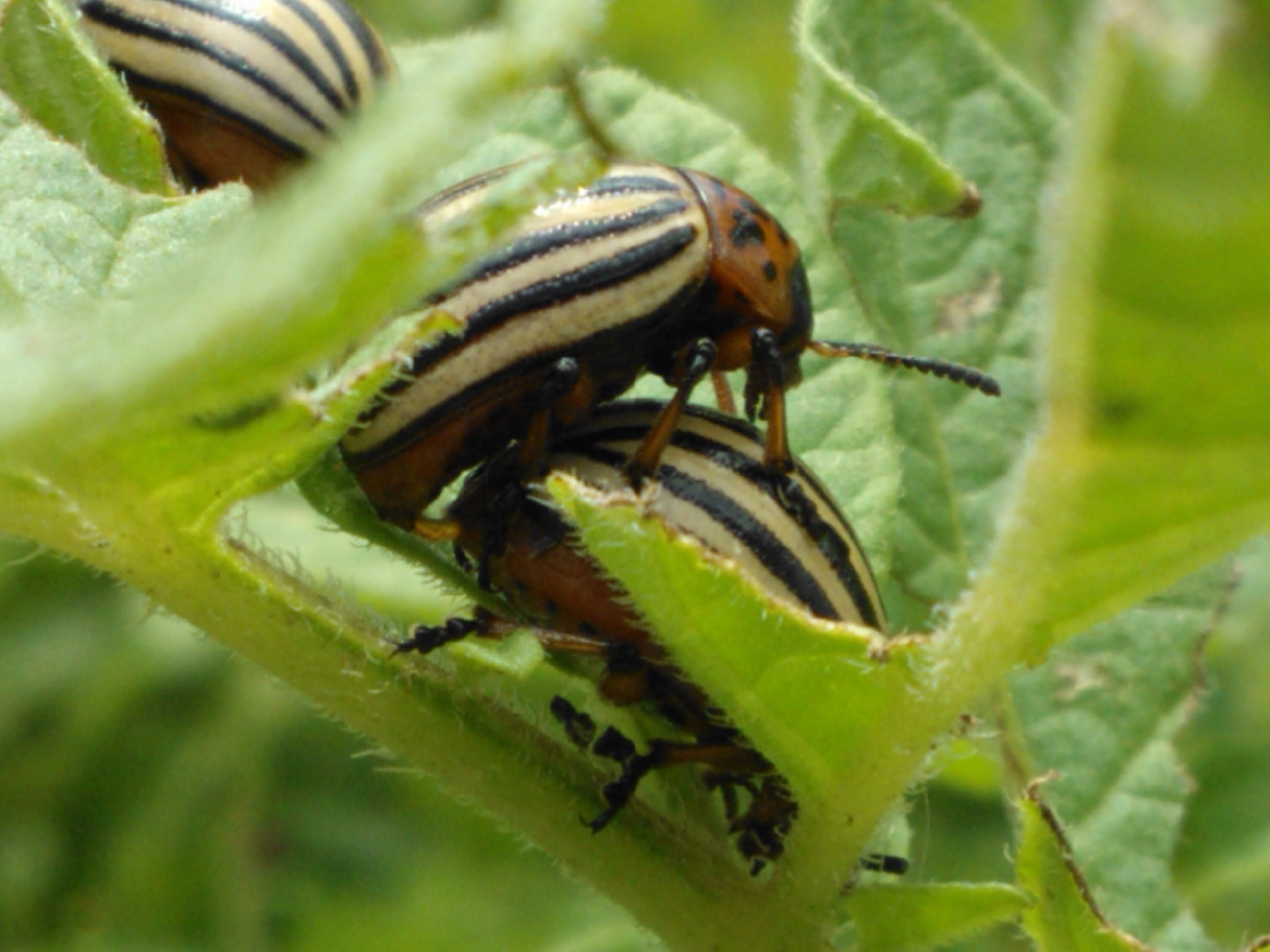
Спаривание жуков

В зависимости от температуры, личинки выводятся из яиц через 5—17 дней. У них выделяют четыре возраста, разделённых линьками. Личинки 1-го возраста выгрызают мякоть листа снизу, со 2-го — уничтожают всю мякоть, оставляя только толстые срединные жилки. В 1-м и 2-м возрасте личинки остаются «выводками» на верхушках побегов; в 3-м и 4-м — разбредаются, часто переходя на соседние растения. Личинки питаются очень интенсивно и уже через 2—3 недели зарываются в почву для окукливания. Глубина, на которую личинки при этом уходят, обычно не превышает 10 см. Куколка под землёй образуется через 10—20 дней в зависимости от температуры почвы, взрослая особь либо выползает на поверхность, либо впадает в диапаузу до следующей весны.
Только что вылупившиеся жуки выделяются ярко-оранжевым цветом и имеют мягкие покровы. Спустя несколько часов они темнеют, становясь коричневыми с розовым оттенком, и вскоре приобретают обычную окраску. Взрослый жук питается в течение 6—20 дней, формируя жировые запасы.

Летом в жаркую погоду и осенью перед зимовкой взрослые жуки совершают массовые перелёты. При благоприятных погодных условиях они способны расселиться на десятки километров от места выплода, перелетая с места на место со скоростью до 8 км/ч (главным образом по ветру).
Продолжительность жизни колорадских жуков в среднем составляет один год, однако часть жуков проживает 2 или 3 года. Одной из особенностей колорадского жука является умение впадать в многолетнюю диапаузу (суперпаузу), которая может длиться 2—3 года. Это позволяет колорадскому жуку переживать голодные годы, а также сильно затрудняет борьбу с этим вредителем.
При приближении опасности колорадские жуки не улетают, а падают на землю и притворяются мёртвыми.

## Меры борьбы
Меры борьбы с колорадским жуком включают в себя карантинные мероприятия и обработку растений при появлении личинок 2-го возраста и в период массового рождения молодых жуков инсектицидами (пестицидами). Однако колорадский жук показывает высокую устойчивость к ядам и быстро вырабатывает к ним иммунитет. На небольших участках жуков и их личинки обычно собирают вручную и истребляют. Так как колорадский жук твёрдый, то ногой он не раздавливается, а уходит в рыхлую землю, поэтому их истребляют бросая в банку с керосином на дне, туда же отправляют и личинок.
Канавки (или желоба) со склонами в 45° и круче становятся ловушкой для более чем половины молодых колорадских жуков, передвигающихся по поверхности.
Поскольку колорадские жуки накапливают в своих телах токсичные алкалоиды соланины, содержащиеся в побегах и листьях паслёновых, они несъедобны для большинства птиц и других животных, а потому у них довольно мало природных врагов; кроме того, многие из известных природных врагов колорадского жука не способны сдерживать его численность на безопасном уровне.
Личинками жуков могут питаться: из птиц — фазаны, индюки и цесарки, из насекомых — жужелицы и златоглазки. Яйца и молодых личинок жуков могут поедать божьи коровки.
Взрослых жуков поедают сами только цесарки, индюшек для этого приучают с детства, добавляя понемногу в корм толчёных колорадских жуков или скармливая жуков, закатывая их в горошины вместе с хлебом.
Природными врагами колорадского жука являются также журчалки и некоторые щитники; наибольшую эффективность показали тахины вида Myiopharus doryphorae, которые достигают наибольшей численности осенью и поражают последнее в году поколение колорадских жуков; но в Колорадо численность этих насекомых-паразитов может и весной достигать высоких значений, что позволяет сдерживать численность колорадских жуков на допустимом уровне.
Делаются попытки регулировать численность колорадских жуков при помощи насекомых-энтомофагов, в частности с помощью хищных клопов Podisus maculiventris и Perillus bioculatus.
В 2010 году в Институте защиты растений Академии наук Молдовы была показана эффективность применения экстрактов чемерицы Лобеля против колорадского жука.
Места посадки паслёновых растений колорадские жуки находят при помощи очень развитого чувства обоняния. Если посадить паслёновые вперемешку с сильно пахнущими растениями (например бораго, календула, мелисса, базилик, мята, укроп, кориандр, лук, чеснок, бобы, фасоль), то в этом случае численность жуков может снизиться в 8—9 раз, что в значительной мере отразится на сохранности урожая.
| Тип                    | Вид                           | Классификация | Атакуемая стадия     | Ареал                    |
| ---------------------- | ----------------------------- | ------------- | -------------------- | ------------------------ |
| Паразиты и паразитоиды | Chrysomelobia labidomerae     | Acari         | имаго                | США, Мексика             |
| Паразиты и паразитоиды | Edovum puttleri               | Hymenoptera   | яйца                 | Колумбия, Мексика, США   |
| Паразиты и паразитоиды | Anaphes flavipes              | Hymenoptera   | яйца                 | США                      |
| Паразиты и паразитоиды | Myiopharus aberrans           | Diptera       | имаго                | США                      |
| Паразиты и паразитоиды | Myiopharus doryphorae         | Diptera       | личинки              | Канада, США              |
| Паразиты и паразитоиды | Meigenia mutabilis            | Diptera       | личинки              | Россия                   |
| Паразиты и паразитоиды | Tachinidae                    | Diptera       | личинки, имаго       | космополиты              |
| Паразиты и паразитоиды | Megaselia rufipes             | Diptera       | имаго                | Германия                 |
| Паразиты и паразитоиды | Heterorhabditis bacteriophora | Nematoda      | имаго                | космополиты              |
| Паразиты и паразитоиды | Heterorhabditis heliothidis   | Nematoda      | имаго                | космополиты              |
| Хищники                | Lebia grandis                 | Coleoptera    | яйца, личинки        | США                      |
| Хищники                | Hippodamia convergens         | Coleoptera    | яйца, личинки        | США, Мексика             |
| Хищники                | Coccinellidae                 | Coleoptera    | яйца, личинки        | космополиты              |
| Хищники                | Euthyrhynchus floridanus      | Hemiptera     | личинки              | США                      |
| Хищники                | Oplomus dichrous              | Hemiptera     | яйца, личинки        | Мексика                  |
| Хищники                | Perillus bioculatus           | Hemiptera     | имаго, яйца, личинки | Канада, США, Мексика     |
| Хищники                | Podisus maculiventris         | Hemiptera     | личинки              | США                      |
| Хищники                | Pselliopus cinctus            | Hemiptera     | личинки              | США                      |
| Хищники                | Sinea diadema                 | Hemiptera     | личинки              | США                      |
| Хищники                | Stiretrus anchorago           | Hemiptera     | личинки              | США, Мексика             |
| Патогены               | Bacillus thuringiensis        | Bacteria      | личинки              | США, Канада, Европа      |
| Патогены               | Photorhabdus luminescens      | Bacteria      | имаго, личинки       | космополиты              |
| Патогены               | Spiroplasma                   | Bacteria      | имаго, личинки       | Северная Америка, Европа |
| Патогены               | Beauveria bassiana            | Ascomycota    | имаго, личинки       | США                      |

## Ложный картофельный жук
С настоящим картофельным жуком можно перепутать ложного картофельного жука (Leptinotarsa juncta). Последний не является серьёзным сельскохозяйственным вредителем — он питается сорняками из семейства паслёновых, — например, табаком, паслёном каролинским (Solanum carolinense), а также паслёном сладко-горьким и видами физалиса. Картофелем он питается редко и на его всходах не размножается.

## Генетика
Кариотип: 35 хромосом (2n)
Геном: 0,46 пг (C value)